# Andrena cubicepsella
Andrena cubicepsella är en biart som beskrevs av Warncke 1975. Andrena cubicepsella ingår i släktet sandbin, och familjen grävbin. Inga underarter finns listade i Catalogue of Life.